# Corato
Corato község (comune) Olaszország Puglia régiójában, Bari megyében.

## Fekvése
Baritól északnyugatra, a Murgia-fennsíkon fekszik.

## Története
A települést a daunusok vagy peucetiusok alapították, miután jelentős területeket kaptak Publius Cornelius Scipio Africanustól köszönetképpen segítségükért a karthágóiak elleni háborúkban. A települést valószínűleg egy Caius Coratus nevű katona alapította (innen származtatják nevét is). A várost a 7–9. században erősítették meg a szaracén kalózok ellen. A településről Idríszí, arab történetíró is említést tett. A következő évszázadokban nemesi birtok lett, majd a feudalizmus felszámolásával a Nápolyi Királyságban, a 19. század elején lett önálló község.

## Népessége
A lakosság számának alakulása:

## Főbb látnivalói
- Palazzo di Città – 1866-ban épült városháza.
- Chianca dei Paladini – bronzkori dolmen.
- Palazzo Catalano – 1598-ban épült kis nemesi palota.